# Kristine Rose
Kristine Rose (...) è un'attrice ed ex modella statunitense, nota per le sue molteplici apparizioni sulla rivista Playboy.
È inoltre apparsa come protagonista in alcuni film e video musicali nei primi anni novanta. Partecipa in un piccolo ruolo nel film Batman - Il ritorno come groupie del Pinguino. La Rose ha completamente abbandonato il mondo dello spettacolo a partire dal 1994.

## Filmografia

### Cinema
- Eleven Days, Eleven Nights 2  (1990)
- Il fiore della passione (Passion's flower) (1990)
- Total Exposure (1991)
- Giocattoli infernali (1992)
- Batman - Il ritorno (1992) - non accreditata
- Round Trip to Heaven  (1982)
- Auntie Lee's Meat Pies (1992)
- To Sleep with a Vampire (1993)
- Save Me (1994)

### Televisione
- Scuola di football – serie TV (1990)
- Cose dell'altro mondo – serie TV (1991)
- I giustizieri della notte– serie TV (1993)

### Video musicali
- Jet City Woman dei Queensrÿche
- Call It Rock n' Roll dei Great White
- Desert Moon dei Great White
- Green-Tinted Sixties Mind dei Mr. Big
- Save Me dei The Rembrandts

## Servizi fotografici
- Playboy's Book of Lingerie Vol. 18, marzo 1991 - copertina
- Playboy's Bathing Beauties giugno 1992 - pagine 10-11, 97
- Playboy's Book of Lingerie Vol. 29, gennaio 1993
- Playboy's Book of Lingerie Vol. 30, marzo 1993 - pagina 103
- Playboy's Bathing Beauties aprile 1993
- Playboy's Book of Lingerie Vol. 31, maggio 1993
- Playboy's Girls of Summer giugno 1993 - pagina 72
- Playboy's Book of Lingerie Vol. 32, luglio 1993
- Playboy's Wet & Wild Women luglio 1993
- Playboy's Blondes, Brunettes & Redheads agosto 1993
- Playboy's Nudes December 1993 - pagine 24, 103
- Playboy's Book of Lingerie Vol. 35, gennaio 1994
- Playboy's Bathing Beauties marzo 1994 - pagina 21
- Playboy's Book of Lingerie Vol. 36, marzo 1994
- Playboy's Book of Lingerie Vol. 37, maggio 1994